# Estadio Municipal Lucas Pacheco Toro
El Estadio Municipal Lucas Pacheco Toro es un estadio ubicado en la ciudad de Talagante, Región Metropolitana, Chile. Es usado mayormente para la realización de partidos de fútbol. Cuenta con una capacidad para 2883 espectadores.
Es utilizado por el club Provincial Talagante, actualmente en la Tercera División B de Chile.
En el año 2019, estuvo la posibilidad de que Deportes Melipilla hiciera de local en el Municipal Lucas Pacheco Toro por la cercanía de las ciudades, tras la remodelación de su recinto principal, pero finalmente la ANFP, le aconsejó utilizar el Municipal de La Pintana.
Se encuentra ubicado en la calle Bellavista 509, entre la esquina Lucas Pacheco, y la esquina Manuel Rodríguez.